# مايكل أ. باري
مايكل أ. باري (بالإنجليزية: Michael A. Barry)‏ هو كاتب أمريكي، ولد في 1948 في نيويورك في الولايات المتحدة.